# NGC 2473
NGC 2473 је спирална галаксија у сазвежђу Рис која се налази на NGC листи објеката дубоког неба.
Деклинација објекта је + 56° 44' 11" а ректасцензија 7h 55m 35,0s. Привидна величина (магнитуда) објекта NGC 2473 износи 15,2 а фотографска магнитуда 16,0.